# Cratere Pogson
Pogson è un cratere lunare di 40,87 km situato nella parte sud-occidentale della faccia nascosta della Luna.